# Patriotas Unidos
Patriotas Unidos (en búlgaro: Обединени Патриоти) fue una alianza electoral búlgara de extrema derecha. De ideología nacionalista, estaba conformada por tres partidos: IMRO - Movimiento Nacional Búlgaro, Unión Nacional Ataque (hasta el 25 de julio de 2019) y el Frente Nacional para la Salvación de Bulgaria.

## Historia
La coalición estableció el acuerdo de candidatura conjunta de los tres partidos para las elecciones presidenciales de Bulgaria de 2016. El 28 de julio de 2016, un comité de iniciativa de las organizaciones nominó a Krassimir Karakachanov del Movimiento Nacional Búlgaro como candidato a presidente y a Yavor Notev de Unión Nacional Ataque para vicepresidente. La fórmula recibió el apoyo del Frente Patriótico. El 30 de septiembre de 2016, se registraron ante la Comisión Electoral Central de Bulgaria (CEC) como "Patriotas Unidos - NFSB, Ataka y VMRO". En esos comicios obtuvieron 573.016 votos, el 14,97% de los mismos, quedando en el tercer puesto.
El 27 de abril de 2017 el partido firmó un acuerdo con Ciudadanos por el Desarrollo Europeo de Bulgaria para conformar una coalición de gobierno en la 44.ª Asamblea Nacional de Bulgaria. Bajo esta coalición Krassimir Karakachanov pasó a ser el vice primer ministro a cargo del orden público y la seguridad nacional y el ministro de defensa de Bulgaria y Valeri Simeonov pasó a ser el vice primer ministro a cargo de la economía y las políticas demográficas.
El 25 de julio de 2019, Volen Siderov, Desislav Chukolov y Pavel Shopov fueron expulsados del grupo parlamentario. Poco después, Unión Nacional Ataque fue expulsado de la coalición.
El 5 de febrero de 2021 se anunció que la coalición dejaría de existir e IMRO - Movimiento Nacional Búlgaro aparecería de forma independiente en la votación parlamentaria del 4 de abril. Todos los partidos de la coalición fueron derrotados en las elecciones parlamentarias búlgaras de 2021 y no consiguieron escaños en la Asamblea Nacional.

## Resultados electorales

### Elecciones presidenciales
| Año  | Fórmula                | Fórmula        | Votos   | Votos | Resultado |
| Año  | Presidente             | Vicepresidente | votos   | %     | Resultado |
| ---- | ---------------------- | -------------- | ------- | ----- | --------- |
| 2016 | Krassimir Karakachanov | Yavor Notev    | 573 016 | 14.97 | Tercero   |

### Elecciones legislativas
| Año  | Votos        | %    | Bancas ganadas | Gobierno  |
| ---- | ------------ | ---- | -------------- | --------- |
| 2017 | 318 513 (#5) | 9,07 | 27/240         | Coalición |